# George Douglas (4e comte d'Angus)
Pour les articles homonymes, voir George Douglas.
George Douglas (v. 1417 – 12 mars 1463), 4e comte d'Angus, est un soldat et un aristocrate écossais. 
Il est le fils puîné de William Douglas († 1437), 2e comte d'Angus, et de Margaret Hay de Yester. Surnommé le « grand comte d'Angus », il hérite du patrimoine familial à la suite de la mort de son frère aîné James Douglas en 1446. Il est le premier chef des « Douglas rouges ».
Il dirige l'armée royale lors de la bataille d'Arkinholm le 1er mai 1455 et contribue à la défaite des « Douglas noirs ».